# Finland op de Olympische Zomerspelen 1996
Finland nam deel aan de Olympische Zomerspelen 1996 in Atlanta, Verenigde Staten. De ploeg, bestaande uit 47 mannen en 29 vrouwen, eindigde op de 40ste plaats in het medailleklassement, dankzij vier medailles. Zwemster Anu Koivisto (16 jaar en 75 dagen) was de jongste in de Finse olympische equipe, zeiler Richard Grönblom (48 jaar en zes dagen) de oudste.

## Medailleoverzicht
| Sport     | Olympiër      | Onderdeel                | Medaille |
| --------- | ------------- | ------------------------ | -------- |
| Atletiek  | Heli Rantanen | speerwerpen (v)          | Goud     |
| Worstelen | Marko Asell   | -74kg Grieks-Romeins (m) | Zilver   |
| Zwemmen   | Jani Sievinen | 200m wisselslag (m)      | Zilver   |
| Atletiek  | Seppo Räty    | speerwerpen (m)          | Brons    |

## Deelnemers en resultaten per onderdeel

### Atletiek
| Olympiër                                                              | Onderdeel                | Resultaat | Prestatie                                                    |
| --------------------------------------------------------------------- | ------------------------ | --------- | ------------------------------------------------------------ |
| Antti Haapakoski                                                      | 110m horden (m)          | 40e       | serie 5: 5de in 13,90                                        |
| Harri Hänninen                                                        | marathon (m)             | 32e       | 2:18.41                                                      |
| Risto Ulmala                                                          | marathon (m)             | DNF       | niet gefinisht                                               |
| Valentin Kononen                                                      | 50km snelwandelen (m)    | 7e        | 3:47.40                                                      |
| Jani Lehtinen                                                         | 50km snelwandelen (m)    | DNF       | niet gefinisht                                               |
| Antero Lindman                                                        | 50km snelwandelen (m)    | 30e       | 4:07.58                                                      |
| Heikki Vääräniemi                                                     | polsstokhoogspringen (m) | 18e       | kwalificatie groep B: 9de met 5,60m                          |
| Mika Halvari                                                          | kogelstoten (m)          | 14e       | kwalificatie groep B: 8ste met 19,37m                        |
| Arsi Harju                                                            | kogelstoten (m)          | 18e       | kwalificatie groep A: 10de met 19,01m                        |
| Harri Hakkarainen                                                     | speerwerpen (m)          | 14e       | kwalificatie groep B: 6de met 79,34m                         |
| Kimmo Kinnunen                                                        | speerwerpen (m)          | 18e       | kwalificatie groep A: 6de met 80,98m finale: 7de met 84,02m  |
| Seppo Räty                                                            | speerwerpen (m)          | Brons     | kwalificatie groep A: 3de met 83,66m finale: 3de met 86,98m  |
| Marko Wahlman                                                         | kogelslingeren (m)       | 23e       | kwalificatie groep B: 12de met 73,50m                        |
|                                                                       |                          |           |                                                              |
| Sanna Hernesniemi-Kyllönen                                            | 100m (v)                 | 24e       | serie 6: 5de in 11,39 kwartfinale 4: 6de in 11,49            |
| Sanna Hernesniemi-Kyllönen                                            | 200m (v)                 | 23e       | serie 3: 4de in 23,35 kwartfinale 1: 5de in 23,38            |
| Annemari Sandell                                                      | 10000m (v)               | 12e       | serie 2: 6de in 31.40,42 finale: 12de in 32.14,66            |
| Sanna Hernesniemi-Kyllönen Johanna Manninen Anu Pirttimaa Heidi Suomi | 4x100m (v)               | 11e       | serie 3: 4de in 44,21                                        |
| Kirsi Rauta                                                           | marathon (v)             | DNF       | niet gefinisht                                               |
| Sari Essayah                                                          | 10km snelwandelen (v)    | 16e       | 45.02                                                        |
| Heli Koivula-Kruger                                                   | verspringen (v)          | DNF       | kwalificatie groep B: geen geldige poging                    |
| Heli Koivula-Kruger                                                   | hink-stap-springen (v)   | 24e       | kwalificatie groep B: 11de met 13,25m                        |
| Karoliina Lundahl                                                     | kogelstoten (v)          | 19e       | kwalificatie groep A: 10de met 17,14m                        |
| Mikaela Ingberg                                                       | speerwerpen (v)          | 7e        | kwalificatie groep A: 6de met 60,46m finale: 7de met 61,52m  |
| Heli Rantanen                                                         | speerwerpen (v)          | Goud      | kwalificatie groep B: 2de met 66,54m finale: 1ste met 67,94m |
| Taina Uppa-Kolkkala                                                   | speerwerpen (v)          | 19e       | kwalificatie groep A: 11de met 57,74m                        |
| Tiia Hautala                                                          | zevenkamp (v)            | 21e       | 5887 punten                                                  |

### Badminton
| Olympiër          | Onderdeel     | Resultaat | Prestatie                                                   |
| ----------------- | ------------- | --------- | ----------------------------------------------------------- |
| Pontus Jäntti     | enkelspel (m) | 17e       | 1ste ronde: vrij 2de ronde: V van INA Suprianto: 1-15, 5-15 |
| Robert Liljequist | enkelspel (m) | 33e       | 1ste ronde: V van MAS Hock: 1-15, 6-15                      |

### Boogschieten
| Olympiër                                     | Onderdeel       | Resultaat | Prestatie |
| -------------------------------------------- | --------------- | --------- | --- |
| Jari Lipponen                                | individueel (m) | 20e       | plaatsingsronde: 5de met 676 punten 1ste ronde: W van ESP Vazquez: 168-143 2de ronde: V van SLO Medved: 161-161                                        |
| Tomi Poikolainen                             | individueel (m) | 12e       | plaatsingsronde: 38ste met 648 punten 1ste ronde: W van CAN Sally: 158-155 2de ronde: W van RUS Tsyrempilov: 164-163 3de ronde: V van KOR Kim: 160-162 |
| Tommi Tuovila                                | individueel (m) | 32e       | plaatsingsronde: 48ste met 644 punten 1ste ronde: W van GBR Hallard: 151-150 2de ronde: V van UKR Zabrodsky: 142-163                                   |
| Jari Lipponen Tomi Poikolainen Tommi Tuovila | team (m)        | 8e        | plaatsingsronde: 7de met 1978 punten 1ste ronde: W van Frankrijk: 245-244 2de ronde: V van Italië: 236-252                                             |

### Gewichtheffen
| Olympiër      | Onderdeel  | Resultaat | Prestatie                                                        |
| ------------- | ---------- | --------- | ---------------------------------------------------------------- |
| Jouni Grönman | -70kg (m)  | 17e       | trekken: 15de met 142,5kg stoten: 17de met 170kg totaal: 312,5kg |
| Janne Kanerva | -108kg (m) | 14e       | trekken: 17de met 160kg stoten: 14de met 200kg totaal: 360kg     |

### Gymnastiek
| Olympiër      | Onderdeel       | Resultaat | Prestatie                          |
| Ritmisch      | Ritmisch        | Ritmisch  | Ritmisch                           |
| ------------- | --------------- | --------- | ---------------------------------- |
| Katri Kalpala | individueel (v) | 34e       | voorronde: 34ste met 36,348 punten |

### Judo
| Olympiër    | Onderdeel | Resultaat | Prestatie                         |
| ----------- | --------- | --------- | --------------------------------- |
| Pasi Laurén | -65kg (m) | 21e       | 1ste ronde: V van MGL Nyamlkhavga |

### Kanovaren
| Olympiër          | Onderdeel     | Resultaat | Prestatie                                                                         |
| ----------------- | ------------- | --------- | --------------------------------------------------------------------------------- |
| Mikko Kolehmainen | K-1 500m (m)  | 7e        | serie 3: 3de in 1.41,171 halve finale 1: 3de in 1.40,765 finale: 7de in 1.40,331  |
| Mikko Kolehmainen | K-1 1000m (m) | 17e       | serie 1: 1ste in 3.48,075 halve finale 2: 4de in 3.45,613 finale: 9de in 3.35,841 |

### Paardensport
| Olympiër      | Onderdeel   | Resultaat | Prestatie                   |
| Dressuur      | Dressuur    | Dressuur  | Dressuur                    |
| ------------- | ----------- | --------- | --------------------------- |
| Kyra Kyrklund | individueel | 28e       | Grand Prix: 28ste met 64,8% |

### Roeien
| Olympiër             | Onderdeel | Resultaat | Prestatie |
| -------------------- | --------- | --------- | --- |
| Tomas Söderblom      | skiff (m) | 14e       | serie 4: 5de in 7.53,46 herkansingen: 4de in 7.52,52 halve finale 4: 2de in 7.23,88 finale C: 2de in 7.32,98 |
|                      |           |           | |
| Laila Finska-Bezerra | skiff (v) | 12e       | serie 3: 5de in 8.31,56 herkansingen: 3de in 8.35,72 halve finale 1: 6de in 8.25,00 finale B: 6de in 7.34,85 |

### Schermen
| Olympiër      | Onderdeel | Resultaat | Prestatie                           |
| ------------- | --------- | --------- | ----------------------------------- |
| Minna Lehtola | degen (v) | 34e       | 1ste ronde: V van SWE Elinder: 8-15 |

### Schietsport
| Olympiër               | Onderdeel                  | Resultaat | Prestatie                                                               |
| ---------------------- | -------------------------- | --------- | ----------------------------------------------------------------------- |
| Juha Hirvi             | 10m luchtgeweer (m)        | 15e       | kwalificatie: 15de met 589 punten (98-99-96-99-98-99)                   |
| Juha Hirvi             | 50m geweer 3 houdingen (m) | 13e       | kwalificatie: 13de met 1164 punten (397-379-388)                        |
| Juha Hirvi             | 50m geweer liggend (m)     | 42e       | kwalificatie: 42ste met 589 punten (98-99-99-98-98-97)                  |
| Petri Eteläniemi       | 25m snelvuurpistool (m)    | 19e       | kwalificatie: 19de met 579 punten (290-289)                             |
| Raimo Kauppila         | dubbeltrap (m)             | 15e       | kwalificatie: 15de met 133 punten (42-44-47)                            |
| Krister Holmberg       | 10m bewegend doel (m)      | 6e        | kwalificatie: 5de met 577 punten (294-284) finale: 6de met 672,4 punten |
|                        |                            |           |                                                                         |
| Riitta-Mari Murtoniemi | dubbeltrap (v)             | 5e        | kwalificatie: 2de met 107 punten (35-38-34) finale: 5de met 133 punten  |
| Satu Pusila            | dubbeltrap (v)             | 15e       | kwalificatie: 11de met 100 punten (34-34-32)                            |

### Wielersport
| Olympiër           | Onderdeel                     | Resultaat | Prestatie                                                                      |
| Baan               | Baan                          | Baan      | Baan                                                                           |
| ------------------ | ----------------------------- | --------- | ------------------------------------------------------------------------------ |
| Jukka Heinikainen  | individuele achtervolging (m) | DNF       | kwalificatie: gedubbeld                                                        |
|                    |                               |           |                                                                                |
| Mira Kasslin       | sprint (v)                    | 9e        | kwalificatie: 11de in 11,924 1ste ronde: V van FRA Ballanger herkansingen: 3de |
| Tea Vikstedt-Nyman | puntenkoers (v)               | 7e        | 9 punten                                                                       |
| Weg                |                               |           |                                                                                |
| Joona Laukka       | wegwedstrijd (m)              | 57e       | 4:56.47                                                                        |
| Kari Myyryläinen   | wegwedstrijd (m)              | 63e       | 4:56.48                                                                        |
|                    |                               |           |                                                                                |
| Tea Vikstedt-Nyman | tijdrit (v)                   | 6e        | 38.24                                                                          |
| Tea Vikstedt-Nyman | wegwedstrijd (v)              | 34e       | 2:37.06                                                                        |

### Worstelen
| Olympiër             | Onderdeel      | Resultaat      | Prestatie |
| Grieks-Romeins       | Grieks-Romeins | Grieks-Romeins | Grieks-Romeins |
| -------------------- | -------------- | -------------- | --- |
| Marko Yli-Hannuksela | -68kg (m)      | 15e            | 1ste ronde: W van UKR Adzhi: 6-2 2de ronde: V van BLR Madzjidov: 0-5 3de ronde: V van BUL Georgiev: 1-4                                                 |
| Marko Asell          | -74kg (m)      | Zilver         | 1ste ronde: W van BUL Stoyanov: 4-3 2de ronde: W van JPN Katayama: 4-2 3de ronde: vrij 4de ronde: W van UKR Dyzhasov: 10-0 finale: V van CUB Azcuy: 2-8 |
| Tuomo Karila         | -82kg (m)      | 11e            | 1ste ronde: V van ISR Tsitsiashvili: 0-2 2de ronde: W van PER Isisola: 11-0 3de ronde: V van KAZ Toerlykhanov: 3-7                                      |
| Harri Koskela        | -90kg (m)      | 20e            | 1ste ronde: V van KAZ Matviyenko: 0-7 2de ronde: V van USA Waldroup: 1-11                                                                               |
| Juha Ahokas          | -130kg (m)     | 14e            | 1ste ronde: vrij 2de ronde: W van SWE Johansson: 2-0 3de ronde: V van RUS Karelin: 0-4 4de ronde: V van UKR Kotok: 0-2                                  |

### Zeilen
| Olympiër                     | Onderdeel   | Resultaat | Prestatie                                       |
| ---------------------------- | ----------- | --------- | ----------------------------------------------- |
| Jali Mäkilä                  | finn (m)    | 11e       | 82,0 punten: (17-5-12-9-3-22-7-16-13-21)        |
| Mika Aarnikka Petri Leskinen | 470 (m)     | 4e        | 65,0 punten: (PMS-14-19-4-7-6-8-1-16-6-3)       |
|                              |             |           |                                                 |
| Minna Aalto                  | mistral (v) | 20e       | 117,0 punten: (21-22-13-19-18-20-16-18-13)      |
| Chita Smedberg               | europe (v)  | 19e       | 128,0 punten: (12-13-10-14-19-9-15-22-18-18-23) |
|                              |             |           |                                                 |
| Thomas Johanson              | laser       | 8e        | 78,0 punten: (18-14-4-8-11-13-6-15-4-13-5)      |
| Richard Grönblom Ville Kurki | star        | 20e       | 129,0 punten: (16-19-18-12-15-16-16-DNF-17-19)  |

### Zwemmen
| Olympiër                                                     | Onderdeel             | Resultaat | Prestatie                                                  |
| ------------------------------------------------------------ | --------------------- | --------- | ---------------------------------------------------------- |
| Janne Blomqvist                                              | 50m vrije slag (m)    | 36e       | serie 4: 3de in 23,61                                      |
| Kalle Varonen                                                | 100m vrije slag (m)   | 44e       | serie 4: 7de in 52,00                                      |
| Antti Kasvio                                                 | 200m vrije slag (m)   | 18e       | serie 6: 4de in 1.50,55                                    |
| Jani Sievinen                                                | 200m vrije slag (m)   | 17e       | serie 4: 4de in 1.49,05                                    |
| Antti Kasvio                                                 | 400m vrije slag (m)   | DNS       | serie 2: niet gestart                                      |
| Jani Sievinen                                                | 100m rugslag (m)      | DNS       | serie 6: niet gestart                                      |
| Jani Sievinen                                                | 200m rugslag (m)      | DNS       | serie 6: niet gestart                                      |
| Vesa Hanski                                                  | 100m vlinderslag (m)  | 25e       | serie 5: 3de in 54,73                                      |
| Vesa Hanski                                                  | 200m vlinderslag (m)  | 10e       | serie 6: 3de in 1.59,73 (NR) finale B: 2de in 1.59,64 (NR) |
| Petteri Lehtinen                                             | 200m wisselslag (m)   | 19e       | serie 5: 7de in 2.05,51                                    |
| Jani Sievinen                                                | 200m wisselslag (m)   | Zilver    | serie 5: 1ste in 2.01,05 finale: 2de in 2.00,13            |
| Jani Sievinen                                                | 400m wisselslag (m)   | 17e       | serie 3: 3de in 4.23,13                                    |
| Jani Sievinen Antti Kasvio Janne Blomqvist Kalle Varonen     | 4x100m vrije slag (m) | 12e       | serie 2: 5de in 3.22,99                                    |
|                                                              |                       |           |                                                            |
| Minna Salmela                                                | 50m vrije slag (v)    | 34e       | serie 3: 3de in 26,72                                      |
| Minna Salmela                                                | 100m vrije slag (v)   | 22e       | serie 3: 1ste in 57,15                                     |
| Paula Harmokivi                                              | 200m vrije slag (v)   | 18e       | serie 3: 2de in 2.03,54                                    |
| Paula Harmokivi                                              | 400m vrije slag (v)   | 33e       | serie 2: 6de in 4.23,84                                    |
| Anu Koivisto                                                 | 100m rugslag (v)      | 23e       | serie 4: 7de in 1.05,25                                    |
| Anu Koivisto                                                 | 200m rugslag (v)      | 25e       | serie 2: 2de in 2.19,58 (NR)                               |
| Mia Hagman                                                   | 100m schoolslag (v)   | 32e       | serie 2: 2de in 1.13,01                                    |
| Mia Hagman                                                   | 200m schoolslag (v)   | 27e       | serie 3: 4de in 2.36,11                                    |
| Marja Pärssinen-Päivinen                                     | 100m vlinderslag (v)  | 22e       | serie 3: 3de in 1.02,53                                    |
| Minna Salmela Paula Harmokivi Marja Pärssinen Marja Heikkilä | 4x100m vrije slag (v) | 16e       | serie 1: 5de in 3.50,33                                    |
| Minna Salmela Anu Koivisto Marja Pärssinen Mia Hagman        | 4x100m wisselslag (v) | 14e       | serie 1: 5de in 4.14,14 (NR)                               |

Afghanistan · Albanië · Algerije · Amerikaanse Maagdeneilanden · Amerikaans-Samoa · Andorra · Angola · Antigua‑Barbuda · Argentinië · Armenië · Aruba · Australië · Azerbeidzjan · Bahama's · Bahrein · Bangladesh · Barbados · België · Belize · Benin · Bermuda · Bhutan · Bolivia · Bosnië en Herzegovina · Botswana · Brazilië · Britse Maagdeneilanden · Brunei · Bulgarije · Burkina Faso · Burundi · Cambodja · Canada · Centraal-Afrikaanse Republiek · Chili · China · Chinees Taipei · Colombia · Comoren · Congo-Brazzaville · Cookeilanden · Costa Rica · Cuba · Cyprus · Denemarken · Djibouti · Dominica · Dominicaanse Republiek · Duitsland · Ecuador · Egypte · El Salvador · Equatoriaal-Guinea · Estland · Ethiopië · Fiji · Filipijnen · Finland · Frankrijk · Gabon · Gambia · Georgië · Ghana · Grenada · Griekenland · Groot-Brittannië · Guam · Guatemala · Guinee · Guinee-Bissau · Guyana · Haïti · Honduras · Hongarije · Hongkong · Ierland · IJsland · India · Indonesië · Irak · Iran · Israël · Italië · Ivoorkust · Jamaica · Japan · Jemen · Joegoslavië · Jordanië · Kaaimaneilanden · Kaapverdië · Kameroen · Kazachstan · Kenia · Kirgizië · Koeweit · Kroatië · Laos · Lesotho · Letland · Libanon · Liberia · Libië · Liechtenstein · Litouwen · Luxemburg ·  Macedonië · Madagaskar · Malawi · Malediven · Maleisië · Mali · Malta · Marokko · Mauritanië · Mauritius · Mexico · Moldavië · Monaco · Mongolië · Mozambique · Myanmar · Namibië · Nauru · Nederland · Nederlandse Antillen · Nepal · Nicaragua · Nieuw-Zeeland · Niger · Nigeria · Noord-Korea · Noorwegen · Oeganda · Oekraïne · Oezbekistan · Oman · Oostenrijk · Pakistan · Palestina · Panama · Papoea-Nieuw-Guinea · Paraguay · Peru · Polen · Portugal · Puerto Rico · Qatar · Roemenië · Rusland · Rwanda · Saint Kitts en Nevis · Saint Lucia · Saint Vincent en Grenadines · Salomonseilanden · Samoa · San Marino · Sao Tomé en Principe · Saoedi-Arabië · Senegal · Seychellen · Sierra Leone · Singapore · Slovenië · Slowakije · Soedan · Somalië · Spanje · Sri Lanka · Suriname · Swaziland · Syrië · Tadzjikistan · Tanzania · Thailand · Togo · Tonga · Trinidad en Tobago · Tsjaad · Tsjechië · Tunesië · Turkije · Turkmenistan · Uruguay · Vanuatu · Venezuela · Verenigde Arabische Emiraten · Verenigde Staten · Vietnam · Wit-Rusland · Zaïre · Zambia · Zimbabwe · Zuid-Afrika · Zuid-Korea · Zweden · Zwitserland